# Engstligenalp

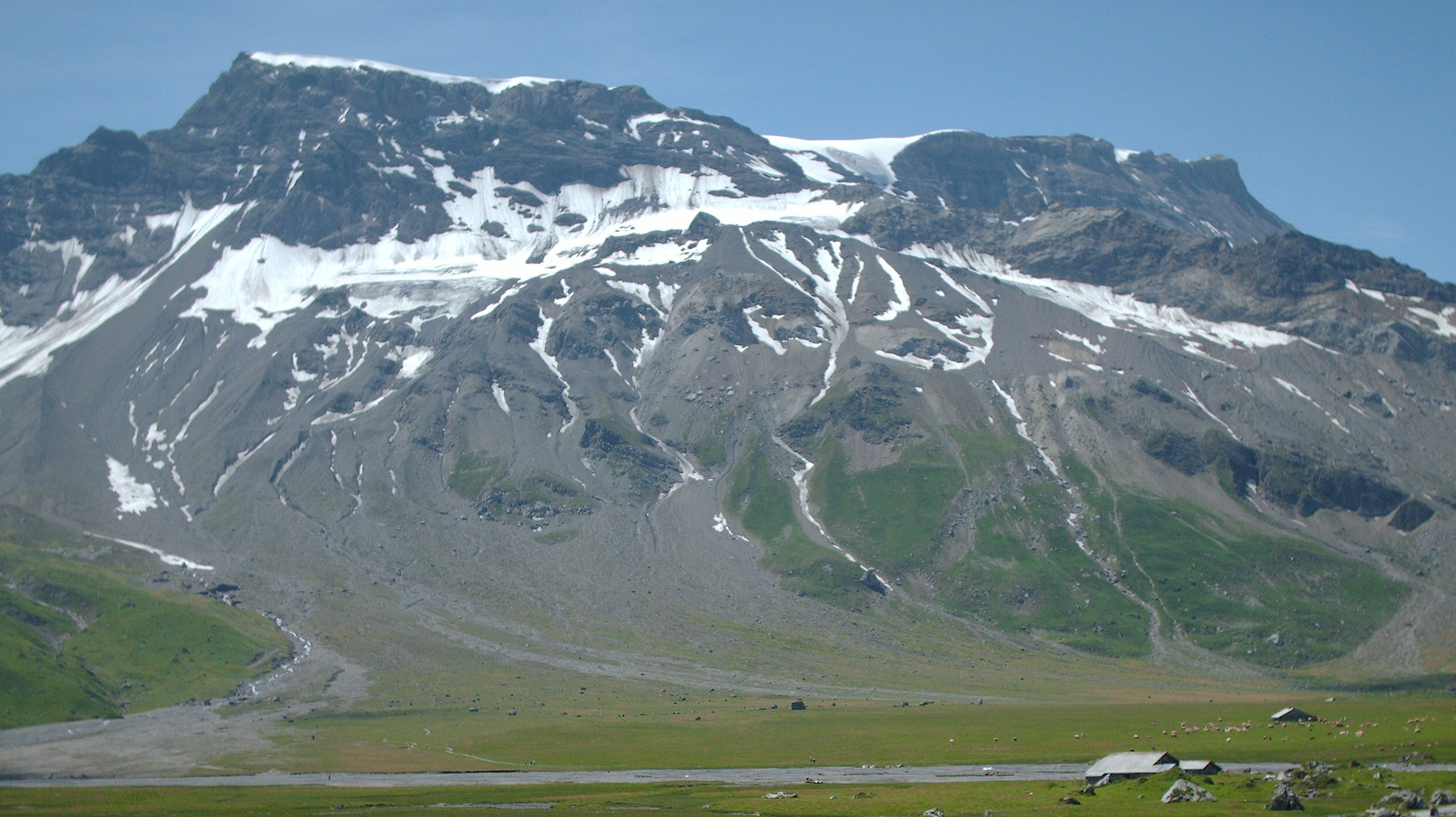
El pico Wildstrubel con la meseta Engstligenalp en primer plano, Adelboden, Alpes berneses

La Engstligenalp es una meseta de los Alpes suizos occidentales. Se encuentra al sur de Adelboden a 1900 - 2000 m sobre el nivel del mar. Desde 1996 pertenece a los paisajes culturales suizos de importancia nacional.
La meseta de 7 kilómetros cuadrados, perteneciente a la comunidad de Adelboden, tiene la forma de un óvalo que mide en dirección norte-sur 1 km, en dirección este-oeste 2 km y está rodeada de montañas, dominada por  el Wildstrubel en el suroeste. Está cubierta de pastos alpinos y atravesada por numerosos arroyos de montaña que brotan de las laderas. A la salida del valle se juntan para formar las cataratas de Engstligen que caen formando las cascadas más impresionantes de los Alpes suizos occidentales 600 m hasta el valle de Engstligen. El acceso desde el norte se realiza a través de un camino de herradura trazado en la roca a 600 m de altura junto a las cascadas. Desde 1920 también hay un teleférico. Una ruta de senderismo conduce al sur por tres pasos de montaña (Chindbettipass, Rote Chumme, Gemmi) a Leukerbad en el Valais, otra conduce al oeste hacia el valle de Lenk.

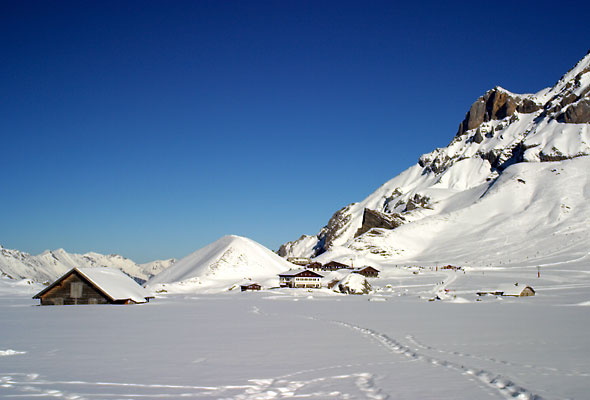
La meseta Engstligenalp nevada

Desde la Edad Media, la Engstligenalp se ha utilizado como pasto alpino. Hoy es propiedad de una cooperativa de unos 100 agricultores de Frutigen y Adelboden. Ofrece desde fines de junio hasta mediados de septiembre pastos para 500 reses (aproximadamente un tercio de vacas y un tercio de terneros) de la gran raza Simmental marrón-blanca. Un evento espectacular es la procesión alpina en junio, cuando 350 vacas se desplazan por la pista para vacas más empinada de Suiza a través del muro de roca. A partir de la leche de las vacas, los lecheros alpinos que utilizan técnicas artesanales antiguas producen un queso Alpino de Bernese que tanto se busca que se vende en privado y no está disponible en el mercado abierto. (Ernst Roth, z'Bärg im Frutigland, tomo tres de Wege zum Alpkäse) 
En el siglo XX, el Engstligenalp se abrió al turismo moderado con dos casas de huéspedes. En verano ofrece excursiones y rutas de escalada y, como especialidad, una ruta para sillas de ruedas de 5 km incluyendo la infraestructura necesaria en las dos casas de huéspedes, ofreciendo a las personas con discapacidad la oportunidad de disfrutar de un paisaje alpino virgen.
En invierno, hay dos rutas de esquí de fondo y rutas de senderismo de invierno que se pueden utilizar de diciembre a abril en la meseta y una ruta de senderismo de invierno que también se puede utilizar para el alpinismo nórdico  (enlace roto disponible en Internet Archive; véase el historial, la primera versión y la última)., así como varios remontes en la ladera norte que ofrecen una bajada fácil y otra difícil y un área especial para el snowboard fuera de pista.